# 钽
鉭（舊譯鐽），是一種化學元素，其化學符號为Ta，原子序數为73，原子量為180.94788 u。其名稱取自希臘神話中的坦塔洛斯。鉭是堅硬藍灰色的稀有過渡金屬，抗腐蝕能力極強。鉭屬於難熔金屬，常作為合金的次要成份。鉭的化學活性低，適宜代替鉑作實驗器材的材料。目前鉭的最主要應用為鉭質電容，在手提電話、DVD播放機、電子遊戲機和電腦等電子器材中都有用到。鉭在自然中一定與化學性質相近的鈮一齊出現，一般在鉭鐵礦、鈮鐵礦和鈳鉭鐵礦中可以找到。

## 歷史
1802年，安德斯·古斯塔夫·埃克伯格在瑞典發現了鉭元素。一年之前，查理斯·哈契特發現鈳元素（columbium，後改名為鈮）。1809年，英國化學家威廉·海德·沃拉斯頓對鉭和鈳的氧化物進行了對比，雖然得出不同的密度值，但他認為兩者是完全相同的物質。德國化學家弗里德里希·維勒其後證實了這一結果，因此人們以為鉭和鈳是同一種元素。另一德國化學家海因里希·羅澤（Heinrich Rose）在1846年駁斥這一結論，並稱原先的鉭鐵礦樣本中還存在著另外兩種元素。他以希臘神話中坦塔洛斯的女兒尼俄伯（Niobe，淚水女神）和兒子珀羅普斯（Pelops）把這兩種元素分別命名為和。後者其實是鉭和鈮的混合物，而前者則與先前哈契特所發現的鈳相同。
1864年，克利斯蒂安·威廉·布隆斯特蘭（Christian Wilhelm Blomstrand）、亨利·愛丁·聖克萊爾·德維爾和路易·約瑟夫·特羅斯特（Louis Joseph Troost）明確證明了鉭和鈮是兩種不同的化學元素，並確定了一些相關化合物的化學式。瑞士化學家讓-夏爾·加利薩·德馬里尼亞（Jean Charles Galissard de Marignac）在1866年進一步證實除鉭和鈮以外別無其他元素。然而直到1871年還有科學家發表有關第三種元素的文章。1864年，德馬里尼亞在氫氣環境中加熱氯化鉭，從而經還原反應首次製成鉭金屬。早期煉成的鉭金屬都含有較多的雜質。維爾納·馮·博爾頓（Werner von Bolton）在1903年首次製成純鉭金屬。鉭曾被用作電燈泡燈絲，直到被鎢淘汰為止。
科學家最早使用分層結晶法把鉭（七氟鉭酸鉀）從鈮（一水合五氟氧鈮酸鉀）中提取出來。這一方法由德馬里尼亞於1866年發現。今天科學家所用的則是對含氟化物的鉭溶液進行溶劑萃取法。

## 性質

### 物理屬性
鉭是一種灰藍色高密度堅硬金屬，具高延展性、導熱性和導電性。鉭能抵抗酸的腐蝕，它在150 °C以下甚至能夠抵抗王水的侵蝕。能夠溶解鉭的物質包括：氫氟酸、含氟離子和三氧化硫的酸性溶液以及氫氧化鉀溶液。鉭的熔點高達3017 °C（沸點5458 °C），只有鎢、錸、鋨和碳的熔點比它更高。
鉭有兩種晶體相，分別稱為α和β。其中α態柔軟，具延展性，晶體結構為體心立方（空間群為Im3m，晶格常數a = 0.33058 nm），努普硬度為200至400 HN，電阻率為15至60 µΩ⋅cm。β態則堅硬易碎，晶體結構屬於四方晶系（空間群為P42/mnm，a = 1.0194 nm，c = 0.5313 nm），努普硬度為1000至1300 HN，電阻率為170至210 µΩ⋅cm。β態是一種亞穩態，在加溫至750至775 °C後會轉變為α態。鉭金屬塊幾乎完全由α態晶體組成，β態通常以薄片形式存在，可經磁控濺射、化學氣相沉積或從共晶液態鹽電化學沉積而得。

### 化學屬性
鉭可以形成氧化態為+5和+4的氧化物，分別為五氧化二鉭（Ta2O5）和二氧化鉭（TaO2），其中五氧化二鉭較為穩定。五氧化二鉭可以用來合成多種鉭化合物，過程包括將其溶解在鹼性氫氧化物溶液中，或與另一種金屬氧化物一同熔化。如此形成的物質有鉭酸鋰（LiTaO3）和鉭酸鑭（LaTaO4）等。在鉭酸鋰中，鉭酸離子TaO−
3並不出現，這其實代表TaO7−
6所形成的八面體鈣鈦礦骨架結構。鉭酸鑭則含有單個TaO3−
4四面體基。
氟化鉭可以用來從鈮當中分離出鉭元素。鉭的鹵化物可以有+5、+4和+3氧化態，分別對應TaX
5、TaX
4和TaX
3型的化合物，另外還存在多核配合物以及亞化學計量化合物。五氟化鉭（TaF5）是一種白色固體，熔點為97.0 °C；五氯化鉭（TaCl5）也是白色固體，熔點為247.4 °C。五氯化鉭可以被水解，且在高溫下可與更多的鉭反應，形成吸濕性很強、呈黑色的四氯化鉭（TaCl4）。鉭的五鹵化物可以用氫還原成三鹵化物，但無法進一步還原成二鹵化物。鉭﹣碲合金會形成準晶體。2008年一份文章表示存在氧化態為−1的鉭化合物。
與其他難熔金屬一樣，最堅硬的鉭化合物是其氮化物和碳化物。碳化钽（TaC）與碳化鎢相似，都是十分堅硬的陶瓷材料，常被用於製造切割工具。氮化鉭(III)在某些微電子生產過程中被用作薄膜絕緣體。美國洛斯阿拉莫斯國家實驗室的化學家研發出了一種碳化鉭﹣石墨複合材料，這是人們已知最堅硬的物質之一。韓國科學家研發了一種比常見鋼合金強2至3倍的無定形鉭﹣鎢﹣碳合金，其柔韌度也比鋼更高。鋁化鉭有兩種：TaAl3和Ta3Al。兩者均穩定、耐火、反射率高，因此有可能可用作紅外線反射鏡塗層。

### 同位素
自然產生的鉭由兩種稳定同位素組成：180mTa（0.012%）和181Ta（99.988%）。180mTa（「m」表示亞穩態）有三種理論預測的衰變方式：內轉換至基態180Ta，β衰變成180W，或經電子捕獲形成180Hf。不過，尚未有實驗證明該同核異構體具有放射性。其半衰期至少有2.9×1017年。180Ta基態的半衰期只有8小時。180mTa是唯一一種自然產生的同核異構體，也是全宇宙最稀有的同位素（經其他元素衰變產生及宇宙射線產生的短壽命同核異構體除外）。
鉭可以作為鹽彈的「鹽」（鉻是另一種「鹽」）。鹽彈是一種假想的大殺傷力核武器。其外層（所謂的鹽）由181Ta組成，會因內部核彈爆炸所產生的高能中子流而嬗變成182Ta。這一同位素的半衰期為114.4天，衰變時產生112萬電子伏特（即1.12 MeV）的伽馬射線。這可大大加強爆炸後數月之內輻射落塵的危害性。這種鹽彈從未投入生產或測試，也因而未曾在戰爭中使用過。

### 存量

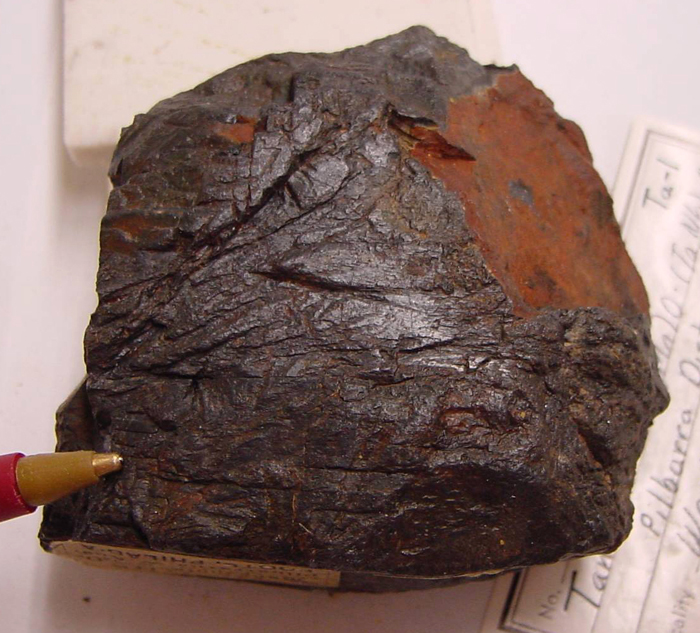
澳洲皮爾布拉地區開採的鉭鐵礦

鉭在地球地殼中的含量依重量計約為百萬分之1至2。鉭礦物有許多種，其中鉭鐵礦、細晶石、錫錳鉭礦、黑稀金礦、複稀金礦等可作為工業鉭開採的原石。鉭鐵礦(Fe, Mn)Ta2O6是最重要的鉭原石。鉭鐵礦的結構和鈳鐵礦(Fe, Mn) (Ta, Nb)2O6相同。如果礦物中的鉭比鈮更多，則稱鉭鐵礦，相反則稱鈳鐵礦（或鈮鐵礦）。鉭及其礦物的密度都很高，所以最適宜用重力分離方法進行萃取。其他含鉭礦物還有鈮釔礦和褐釔鈮礦等等。
鉭的開採主要集中在澳洲，環球卓越金屬（Global Advanced Metals）在西澳大利亞擁有兩座礦場，一座位於西南部格林布什，另一座位於皮爾布拉地區的沃吉納。巴西和加拿大是鈮的主要產國，當地的礦石開採也會產出少量的鉭元素。另外，中國、埃塞俄比亞和莫桑比克也是重要的鉭產國。鉭在泰國和馬來西亞是鋅開採過程的副產品。未來估計最大的鉭來源依次為：沙特阿拉伯、埃及、格林蘭、中國、莫桑比克、加拿大、澳洲、美國、芬蘭及巴西。
鈳鐵礦和鉭鐵礦合稱鈳鉭鐵礦，在中非有一定的存量。第二次剛果戰爭就與此有關。根據2003年10月23日的一份聯合國報告，鈳鉭鐵礦的走私和運輸使得當地戰爭得以持續。該戰爭自1998年以來已導致約540萬人死亡，是第二次世界大戰以來死傷最為嚴重的軍事衝突。剛果盆地戰地的鈳鉭鐵礦開採所引發的企業道德、人權及環境生態問題成為廣受關注的議題。雖然鈳鉭鐵礦開採對剛果經濟十分重要，但是剛果的鉭產量卻只是世界總產量的很少一部份。根據美國地質調查局的年報告，該地區的鉭產量在2002至2006年期間佔了不到世界總量的1%，在2000及2008年也只達到10%。
根據目前的趨勢預測，所有鉭資源在50年以內會消耗殆盡，因此急需加大回收再用。

## 生產

截止2012年的鉭生產趨勢

鉭從鉭鐵礦中的萃取過程有多個步驟。首先原石在壓碎後經重力分離提高鉭礦物的含量。這一步一般在礦場附近進行。

### 化學提煉
鉭礦石一般含有大量鈮元素，因此兩者都會經提煉後出售。整個濕法冶金過程由淋洗開始，礦石浸溶在氫氟酸和硫酸中，產生水溶氫氟化物。這樣就可以把鉭從各種非金屬雜質中分離出來。
Ta2O5 + 14 HF → 2 H2[TaF7] + 5 H2O
Nb2O5 + 10 HF → 2 H2[NbOF5] + 3 H2O
氫氟化鉭和氫氟化鈮可經溶劑提取法從水溶液中提取出來，適用的有機溶劑包括環己酮和甲基異丁基酮。這一步會移除各種金屬雜質（如鐵、錳、鈦、鋯）的水溶氟化物。通過調節pH值可將鉭從鈮中分離出來。鈮在有機溶劑中需較高的酸度才可溶解，因此在酸度較低的環境下可以輕易地移除。剩餘的純氫氟化鉭溶液在經氨水中和之後，會形成氫氧化鉭（Ta(OH)5），煅燒後產生五氧化二鉭（Ta2O5）。
H2[TaF7] + 5 H2O + 7 NH3 → Ta(OH)5 + 7 NH4F
2 Ta(OH)5 → Ta2O5 + 5 H2O
氫氟化鉭還可以與氟化鉀反應形成七氟鉭酸鉀（K2[TaF7]）
H2[TaF7] + 2 KF → K2[TaF7] + 2 HF
它與鈉在800 °C左右的熔融鹽中會發生還原反應，從而製成鉭金屬。
K2[TaF7] + 5 Na → Ta + 5 NaF + 2 KF
更早期的一種分離方法在氫氟化物混合溶液中加入氟化鉀，這種過程叫做德馬里尼亞過程。
H2[TaF7] + 2 KF → K2[TaF7] + 2 HF
H2[NbOF5] + 2 KF → K2[NbOF5] + 2 HF
這樣產生的K2[TaF7]和K2[NbOF5]具有不同的水溶性，所以能利用分離結晶法分開。

### 電解
鉭的電解提煉方法與霍爾-埃魯電解煉鋁法相似。與其不同的是，鉭的電解提煉法的起始氧化物和金屬產物都不是液態，而是固態粉末。這一方法由劍橋大學科學家於1997年發現。他們將少量金屬氧化物置於熔融鹽中，並用電流對其進行還原。陰極是金屬氧化物的粉末，而陽極則由碳組成。電解質是處於1000 °C的熔融鹽。首個利用這種方法的精煉廠可產出全球鉭需求量的3至4%。

### 加工
鉭的焊接必須在氬氣或氦氣等惰性環境下進行，以避免空氣中其他氣體對其造成污染。鉭不可軟焊，也很難磨碎，特別是已退火的鉭金屬。已退火的鉭可延展性極高，能輕易製成薄片。

## 應用

### 電子

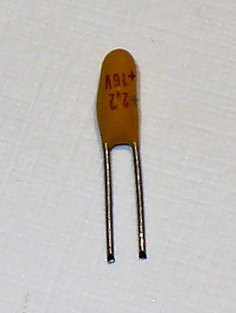
鉭電解電容

鉭的最大應用是用鉭粉末製成的電子元件，以電容器和大功率電阻器為主。鉭電解電容利用鉭能夠形成氧化物保護層的原理，以壓製成圓球狀的鉭粉末作為其中一塊「偏板」，以其氧化物作為介電質，並以電解質溶液或固體導電體作為另一塊「偏板」。由於介電質層非常薄，所以每單位體積內能夠達到很高的電容。這樣的電容器體積小、重量輕，很適用於作為手提電話、電腦以及汽車內的電子元件。

### 合金
鉭可用來製造各種熔點高的可延展合金。這些合金可作為超硬金屬加工工具的材料，以及製造高溫合金，用於噴射引擎、化學實驗器材、核反應爐以及導彈當中。鉭具有高可延展性，能夠拉伸成絲。這些鉭絲被用於氣化各種金屬，如鋁。鉭可以抵禦生物體液的侵蝕，又不會刺激組織，所以被廣泛用來製造手術工具和植入體。例如，鉭可以直接與硬組織成鍵，因此不少骨骼植入物都有多孔鉭塗層。
除了氫氟酸和熱硫酸之外，鉭能抵抗幾乎所有酸的腐蝕。因此鉭可以作化學反應容器以及腐蝕性液體導管的材料。氫氯酸加熱過程所用的熱交換線圈就是鉭製的。特高頻無線電發射器電子管的生產用到大量的鉭，鉭可以捕獲電子管中的氧和氮，分別形成氧化物和氮化物，從而保持所需的高真空狀態。

### 其他用途
鉭的熔點高，且能抵禦氧化，所以可作真空爐部件的材料。許多抗腐蝕部件都需要用到鉭，包括熱電偶套管、閥體和扣件等等。由於鉭的密度很高，所以錐形裝藥和爆炸成形彈頭內層都可用鉭製成。鉭可以大大提升錐形裝藥的裝甲穿透能力。氧化鉭可用來製造高折射率相機鏡片玻璃。

## 外部連結
- 元素钽在洛斯阿拉莫斯国家实验室的介紹（英文）
- —— 钽（英文）
- 元素钽在The Periodic Table of Videos（諾丁漢大學）的介紹（英文）
- 元素钽在Peter van der Krogt elements site的介紹（英文）
- WebElements.com – 钽（英文）
- Tantalum-Niobium International Study Center （页面存档备份，存于）
- CDC - NIOSH Pocket Guide to Chemical Hazards （页面存档备份，存于）